# Vote unique non transférable
Pour un article plus général, voir Système électoral.
Le vote unique non transférable est un système de vote pour pourvoir plusieurs sièges. Il est utilisé au Japon, en Corée du Sud, à Taïwan, à Porto Rico, en Jordanie, en Afghanistan, en Indonésie, au Koweït et au Vanuatu.
Il s'agit d'un système électoral s'appliquant à des circonscriptions électorales plurinominales. Les électeurs votent pour un seul candidat dans leur circonscription, et les candidats ayant reçu le plus de voix dans celle-ci sont élus à hauteur du nombre de sièges qui y sont à pourvoir. 
Ce type de scrutin est notamment utilisé pour les élections d'assemblée non partisanes dont l’intégralité des membres sont sans étiquette.

## Mise en œuvre
Chaque électeur choisit un candidat dans la liste des candidats. Les candidats qui ont reçu le plus de voix sont élus. 
En particulier, s'il faut pourvoir n sièges et qu'il y a v votants, il suffit d'avoir plus de {\displaystyle {\frac {v}{n+1}}} voix pour être élu. En effet, il ne peut pas y avoir plus de n candidats ayant un tel score.
La difficulté réside pour chaque parti à déterminer le nombre de candidats qu'il propose : avec trop peu de candidats, il y a gaspillage de voix et avec trop de candidats, il y a dispersion des voix. De plus, à l'intérieur d'un même parti, il ne faut pas qu'un candidat trop populaire recueille trop de suffrage au détriment d'un autre.

## Exemple
Supposons qu'une élection consiste à pourvoir six sièges. Quatre partis sont en présence, le parti A est soutenu par 42 % de la population, le parti B 31 %, le parti C 15 % et le parti D 12 %.
Le parti A peut donc en toute théorie recevoir entre 2 et 3 sièges, le parti B entre 1 et 2 sièges, les partis C et D ne peuvent espérer au plus qu'un siège

### Stratégie 1
Si A présente 3 candidats, B 2 candidats, C et D 1 candidat et si les candidats ont des popularités équivalentes au sein d'un même parti on obtient 14 % des voix pour les trois candidats de A, 15,5 % des voix pour les deux candidats de B, 15 % pour C et 12 % pour D.
On octroie donc 3 sièges à A, 2 sièges à B, et un siège à C et le vote s'apparante à une scrutin proportionnel plurinominal, méthode d'Hondt

### Stratégie 2
Si le parti A présente un leader très populaire, le parti B peut tenter la présentation de 3 candidats. On obtient alors
22 % des voix pour le leader de A, 10 % pour les deux autres candidats, 10,3 % pour les 3 candidats de B, 15 % pour C et 12 % pour D.
On octroie alors 1 siège à A, 3 sièges à B, 1 siège à C et 1 siège à D.

## Avantage et inconvénient
La mise en place du système est simple et le dépouillement très facile. Il semble permettre une représentation des petits partis et s'apparente presque à un scrutin proportionnel.
Mais ce système de vote demande aux partis d'établir une stratégie (nombre de candidats et popularité) et de donner des consignes de vote aux électeurs. L'expérience semble prouver qu'il empêche la représentativité des petits partis (moins de 10 % des voix) et accentue l'influence des grands. Il ne devient vraiment proportionnel que lorsque la liste des sièges est très grande mais alors la distance entre l'électeur et son élu augmente aussi. Les candidats d'un même parti sont en compétition pour le recueil des voix et cela ne favorise pas la cohésion du parti.